# Sébastien Hinault

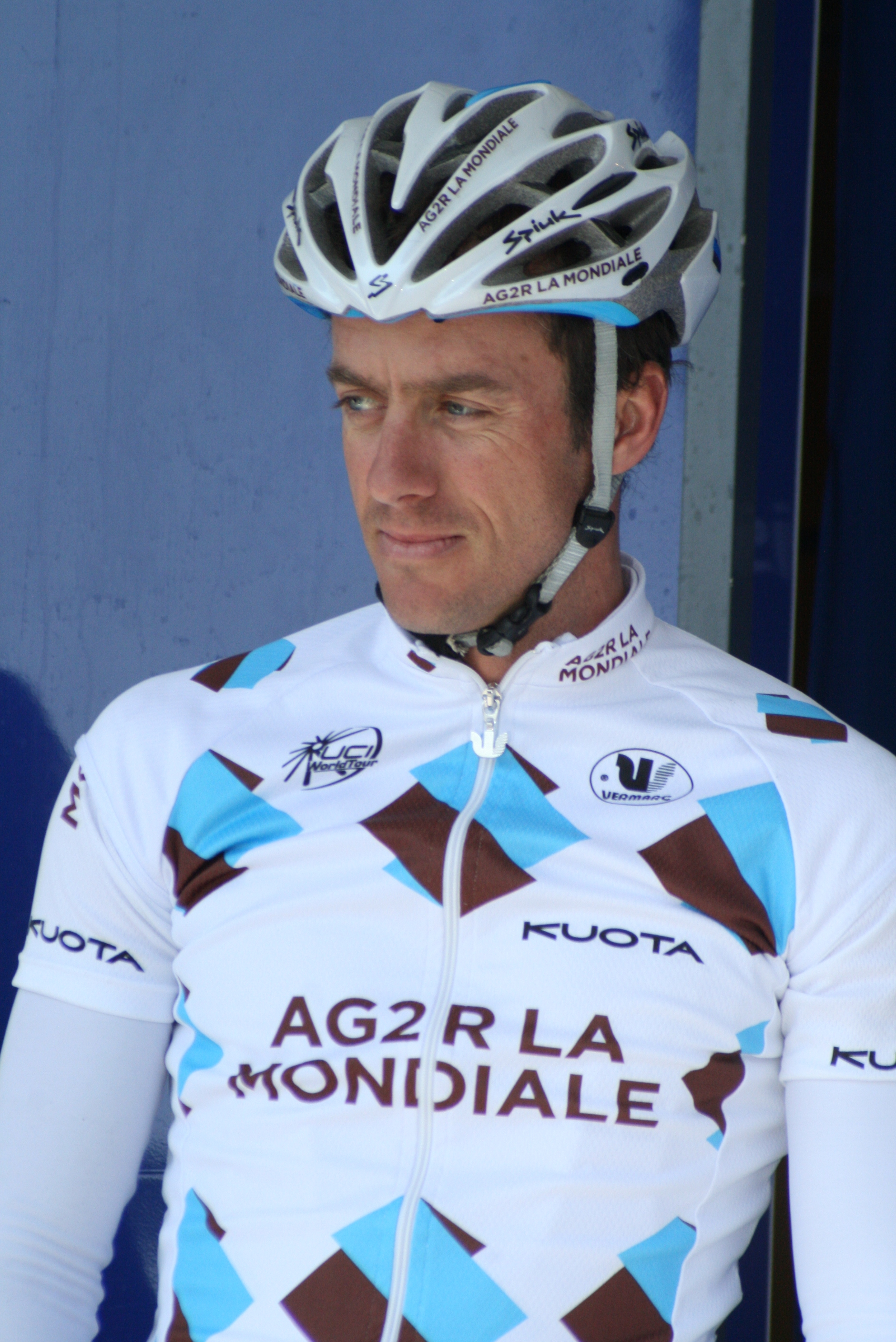
Sébastien Hinault bei den Vier Tagen von Dünkirchen 2011

Sébastien Hinault (* 11. Februar 1974 in Saint-Brieuc) ist ein ehemaliger französischer Radrennfahrer.

## Karriere
Hinault erhielt 1998 einen regulären Vertrag beim französischen Radsportteam GAN, später: Credit Agricole, für das er im Vorjahr bereits als Stagiaire fuhr. Mit diesem nahm er bis 2007 elf Mal an der Tour de France teil. 2000 gewann er die Tour du Finistère, 2003 die vierte Etappe der Polen-Rundfahrt und 2004 die vierte Etappe der Deutschland Tour. Den größten Sieg seiner Karriere konnte er im Jahr 2008 verbuchen, als er die zehnte Etappe der Vuelta a España für sich entschied.
2009 wechselte Hinault zu AG2R La Mondiale, für das er 2012 eine Etappe des Circuit de Lorraine und die Boucles de l’Aulne gewann sowie zwei weitere Male die Tour de France bestritt.
In den beiden letzten Jahren seiner Karriere als Aktiver, 2013–2014, fuhr Hinault für IAM Cycling. Anschließend wurde er Sportlicher Leiter bei Bretagne-Séché Environnement.

## Sonstiges
Sébastien Hinault ist nicht verwandt mit dem ehemaligen Radsportler Bernard Hinault.

## Erfolge
2000
- Tour du Finistère

2003
- eine Etappe Polen-Rundfahrt

2004
- eine Etappe Deutschland Tour

2005
- eine Etappe Circuit Franco-Belge

2006
- eine Etappe Picardie-Rundfahrt
- eine Etappe Tour du Limousin

2008
- Gesamtwertung und eine Etappe Tour du Limousin
- eine Etappe Vuelta a España

2012
- eine Etappe Circuit de Lorraine
- Boucles de l’Aulne

## Grand Tour-Gesamtwertung
| Grand Tour            | 1999 | 2000 | 2001 | 2002 | 2003 | 2004 | 2005 | 2006 | 2007 | 2008 | 2009 | 2010 | 2011 | 2012 | 2013 | 2014 |
| --------------------- | ---- | ---- | ---- | ---- | ---- | ---- | ---- | ---- | ---- | ---- | ---- | ---- | ---- | ---- | ---- | ---- |
| Giro d’ItaliaGiro     | –    | –    | –    | –    | –    | –    | –    | –    | –    | –    | 135  | 100  | –    | –    | –    | –    |
| Tour de FranceTour    | 123  | 126  | 137  | 147  | 138  | DNF  | 115  | 113  | 132  | –    | –    | –    | 111  | 122  | –    | –    |
| Vuelta a EspañaVuelta | –    | –    | –    | –    | –    | –    | –    | –    | –    | 64   | 69   | 117  | –    | –    | –    | 106  |

## Teams
- 1997–2008 GAN / Crédit Agricole
- 2009–2012 AG2R La Mondiale
- 2013–2014 IAM Cycling